# Sången om Harbard

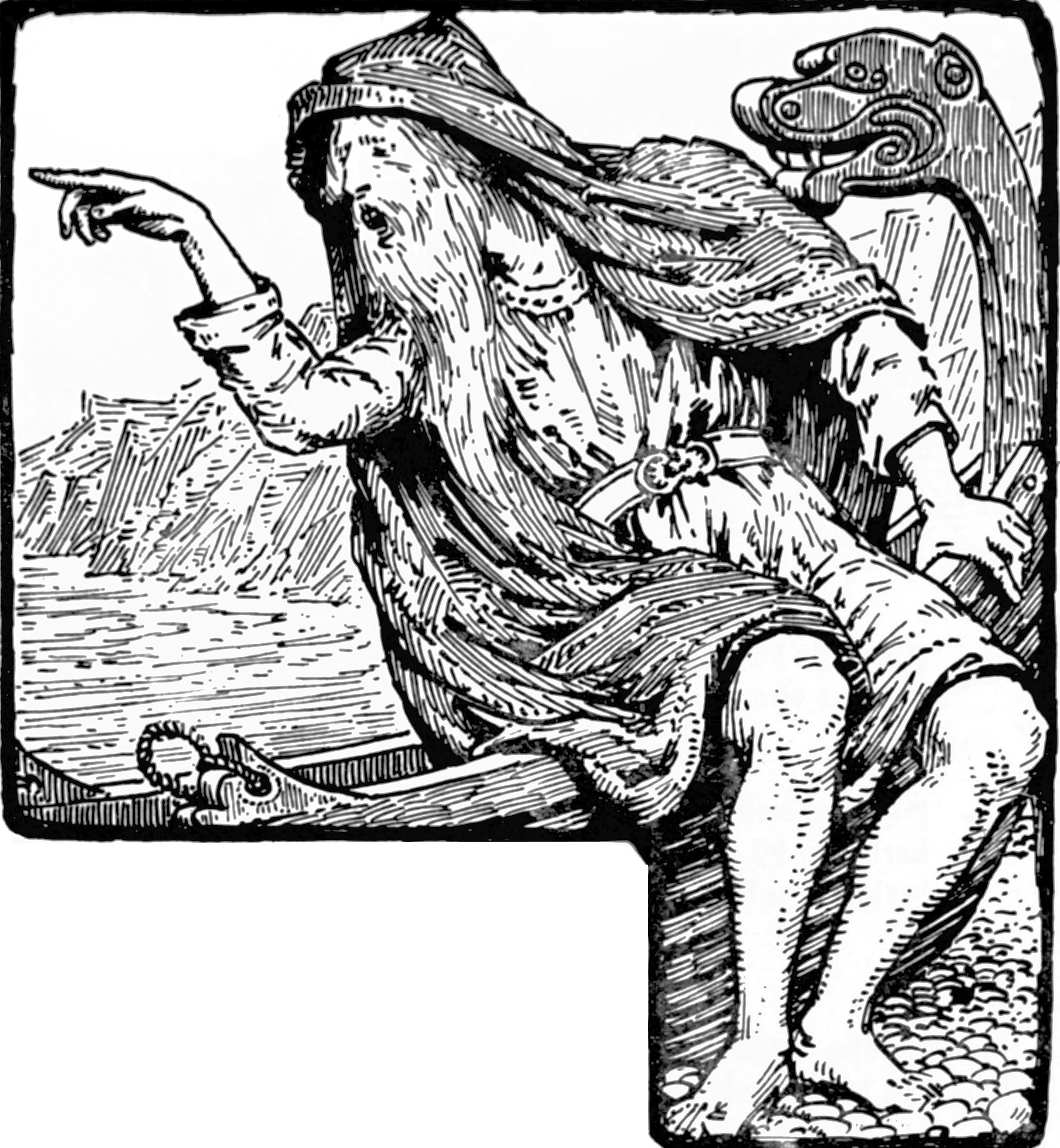
"Gråskägg (Oden) retar Tor" (1908) av W.G. Collingwood.

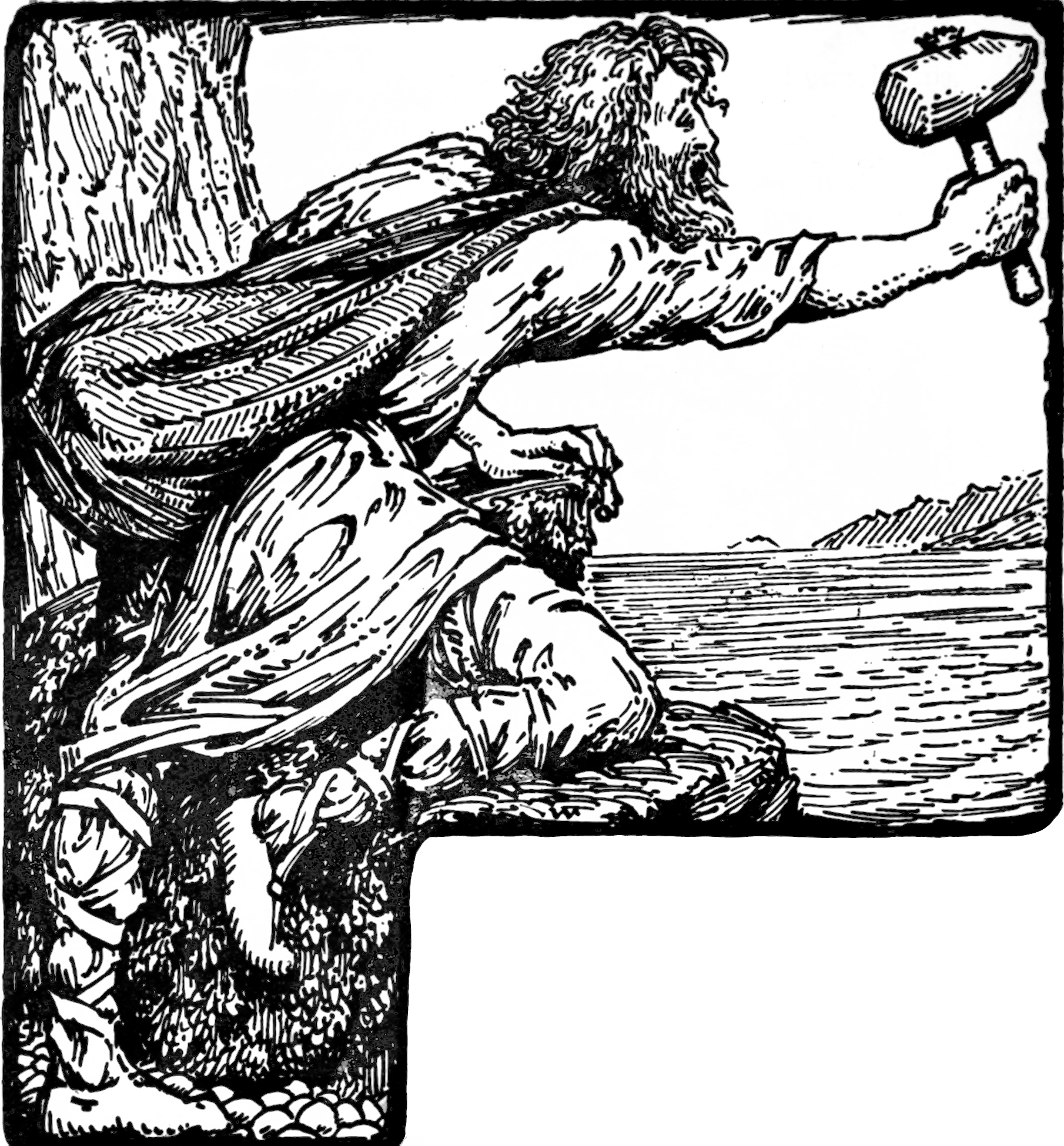
"Tor hotar Gråskägg" (1908) av W.G. Collingwood.

Sången om Harbard eller Hárbarðsljóð eller Sången om Gråskägg är en av så̈ngerna i den Poetiska Eddan. Den finns nedtecknad i handskrifterna Codex Regius och AM 748 I 4to.

## Handling
Tor kommer från en jättejakt österut till ett sund. Färjkarlen, som i verkligheten är Oden i en gestalt av en oförskämd gamling, nekar Tor en tur över sundet. En otrevlig konversation följer. Tor skryter om alla de jättar han dödat (Hrungner och Tjatse med flera) under det att färjkarlen hånfullt säger att den resande uppenbarligen varken är särskilt klok eller full av lycka:
Barbent står du där i bettlarkläder.

Du har ej ens byxor på benen.

(tolkning Björn Collinder)
En ordduell utvecklar sig, där Tor framhäver sin styrka och sina bedrifter, vilket färjkarlen hånar med många spydiga anmärkningar. I stället får Tor höra berättelser om färjkarlens egna talrika kärleksstunder och hans djupa trolldomskunskaper. Tydligast understryks skillnaden mellan dem genom påpekandet från färjekarlen att alla ädlingar och jarlar som dör på slagfältet tillhör Oden medan Tor bara får dem av trälars ätt.
Kvädet tolkas, av bland andra Anders Baeksted, som en lärodikt för att underhålla kunskapen om en mängd myter som båda kombattanterna nämner. Flera av de myter som sången hänvisar till är förlorade. 
Grälet slutar med att Tor måste ta den långa vägen runt sundet med Odens önskan om att han "måtte gå åt helvete".
Baeksted menar att skalden försökt åstadkomma en munter och underhållande dikt, snarare än påpeka några religiösa skiljaktigheter mellan de båda gudarna.